# Rivelatore a fotoionizzazione
Un rivelatore a fotoionizzazione, comunemente indicato con l'acronimo PID, dall'inglese photoionization detector, è un tipo di rivelatore usato in gascromatografia. 
L'intervallo di concentrazione nel quale viene impiegato questo rivelatore va da meno di 1 ppb a 10000 ppm.
In un rivelatore a fotoionizzazione, fotoni con energia opportuna, tipicamente ultravioletti, ionizzano positivamente le molecole eluite. La corrente elettrica prodotta da questa ionizzazione viene amplificata e misurata. 
Nel rivelatore a fotoionizzazione le molecole che fluiscono dalla colonna gas-cromatografica vengono ionizzate da una radiazione ultravioletta proveniente da una lampada a idrogeno di 10,2 eV o ad argon di 11,7 eV. Tale sorgente ionizza le specie che hanno un potenziale di ionizzazione al di sotto dell'energia specifica della lampada. I composti con un potenziale superiore non assorbono la radiazione e perciò non vengono rivelati. Gli ioni e gli elettroni prodotti per fotoionizzazione vengono quindi raccolti da un paio di elettrodi polarizzati. Il rivelatore è più sensibile nei confronti degli idrocarburi e degli organosolfuri aromatici o verso i composti organofosforici, tutti facilmente fotoionizzati. L'intervallo lineare arriva a 6 ordini di grandezza.
| Controllo di autorità | GND (DE) 4470994-8 |